# Tasha Schwikert
Tasha Schwikert Warren (Las Vegas, 21 novembre 1984) è un'ex ginnasta statunitense.

## Primi anni e carriera fino al 2000
Figlia di Shannon Warren e Joy Schwikert, Tasha nasce a Las Vegas nel Nevada. Si allenò con Cassie Rice alla GymCats club a Las Vegas, e fu membro dell'USA Gymnastics TOPS nel 1994 e nel 1995. All'età di quattordici anni, nel 1998, guadagnò il suo primo posto in Nazionale. Il suo primo incontro internazionale è stato il 1998 Città dei Papi in Francia dove vinse la medaglia d'argento al corpo libero nella divisione juniores. 
Ha partecipato ai Giochi Olimpici di Sydney 2000 vincendo il bronzo con la squadra americana. Nel 2001, ai Campionati mondiali di Gand, vince il bronzo con la squadra. È inoltre membro della squadra americana che ha vinto il primo oro a squadre ai Campionati mondiali di Anaheim 2003. È stata campionessa nazionale nel 2001 e nel 2002 e nel 2005 e nel 2008 campionessa nazionale in ambito universitario. Gareggiò con l'UCLA.

## Palmarès

### Olimpiadi
- 1 medaglia:
  - 1 bronzo (Sydney 2000 nel concorso a squadre)

### Mondiali
- 2 medaglie:
  - 1 oro (Anaheim 2003 nel concorso a squadre)
  - 1 bronzo (Gand 2001 nel concorso a squadre)